# Varbergs Boxningsklubb
Varbergs Boxningsklubb, förkortat VBK, är en boxningsklubb i Varbergs kommun bildad 1935. Klubbens första ordförande hette John Johansson.  Gemenskap, respekt och acceptans av olika bakgrund är ledord för verksamheten, som omfattar såväl tävlingsboxare som motionärer.
Redan 1921 förekom boxningsträning i organiserad form i centralorten Varberg och 1926 bildades en första klubb, som dock senare lades ner. En framträdande medlem var Osvald Karlsson, senare Cederbjer (1909-1995), som erbjöds att boxas i USA, vilket han dock avböjde av familjeskäl. 
Av aktiva klubbmedlemmar genom åren kan nämnas Sture Svensson (1927-2005), Paul Næssén (1929-) och Stig Lundberg (1925-2008) liksom Jens Daugaard (1915-2000), tränare med meriter från sitt danska födelseland. Tidig ordförande var Evert ”Topsy” Johansson (1913-1988), som på en samlingsbild från en gala i Nöjesparken ses med Åke B. Bengtsson, Monarks personalchef och återkommande konferencier.
En jubileumsskrift utgiven 1995 skildrar verksamheten under 60 år.  